# Il ritorno dell'uomo invisibile
Il ritorno dell'uomo invisibile (The Invisible Man Returns) è una pellicola di fantascienza del 1940 per la regia di Joe May, con Vincent Price e Cedric Hardwicke.
Fu scritto come proseguimento ideale de L'uomo invisibile del 1933, un grande successo della Universal Pictures ispirato al romanzo omonimo del 1881 di H. G. Wells.
Lo studio aveva firmato un contratto multi-immagine con Wells, la speranza della produzione era riposta nel fatto che il film avrebbe funzionato bene come il primo. La pellicola permise a John P. Fulton di ottenere la candidatura al Premio Oscar per gli effetti speciali fotografici inoltre il film è stato inserito nel documentario 100 Years of Horror di Ted Newson (1996).

## Trama
Geoffrey Radcliffe, condannato a morte per un omicidio che non ha commesso, chiede al fratello del defunto Uomo Invisibile della prima pellicola di iniettargli il siero dell'invisibilità per fuggire dall'ingiusta detenzione e cercare di scoprire e incastrare il vero responsabile dell'omicidio. Tuttavia l'uomo viene inutilmente avvertito del fatto che il siero dell'invisibilità porta lentamente alla pazzia, subendo così una lenta trasformazione mentale che porterà a terribili conseguenze.

## Produzione
Il film fu prodotto dall'Universal Pictures e venne girato agli Universal Studios, al 100 di Universal City Plaza (Universal City).

## Distribuzione
Distribuito dall'Universal Pictures, il film uscì nelle sale cinematografiche USA il 12 gennaio 1940.

## I film della serie
- L'uomo invisibile (The Invisible Man, 1933) di James Whale
- Il ritorno dell'uomo invisibile (The Invisible Man Returns, 1940) con Vincent Price
- La donna invisibile (The Invisible Woman, 1940) con John Barrymore
- L'agente invisibile (Invisible Agent, 1942)
- La rivincita dell'uomo invisibile (The Invisible Man's Revenge, 1944)